# Casa de Aremberga
Casa de Aremberga (Arenberg) é uma linhagem aristocrática constituída por três famílias sucessivas que tomaram seu nome de Aremberga, um pequeno território do Sacro Império Romano-Germânico na região de Eifel.